# Эллери, Роберт
Роберт Эллери (Robert Ellery) — английский астроном. 

## Биография
Первоначально врач по профессии, Эллери в 1851 году уехал в Австралию, где в Вильямстоуне, недалеко от Мельбурна, он построил в 1853 году небольшую обсерваторию. В 1862 году эта обсерватория была переведена в Мельбурн и расширена до её настоящих размеров. Со времени её основания Эллери состоял её директором и астрономом от правительства. Кроме того, с 1857 до 1870 года производил геодезические измерения Виктории. Многочисленные статьи Эллери появлялись в изданиях обществ «Royal Society of Victoria» и «Royal Astronomical Society of London». Под его ведением вышли 8 томов астрономических и 28 томов метеорологических наблюдений Мельбурнской обсерватории и два очень ценных звёздных каталога.

## Эпонимы
В честь Эллери названа гора в Антарктиде.